# Xpiyacoc
Xpiyacoc var ”urfadern” i mytologin hos mayafolket i Mexiko. 
Make till Xmucane, urmodern.